# Loganville (Geòrgia)
Loganville és una població dels Estats Units a l'estat de Geòrgia. Segons el cens del 2000 tenia 10.963 habitants.

## Demografia
Segons el cens del 2000, Loganville tenia 5.435 habitants, 1.946 habitatges, i 1.519 famílies. La densitat de població era de 348 habitants/km².
Dels 1.946 habitatges en un 41,5% hi vivien nens de menys de 18 anys, en un 62,4% hi vivien parelles casades, en un 12,4% dones solteres, i en un 21,9% no eren unitats familiars. En el 18,6% dels habitatges hi vivien persones soles el 7,3% de les quals corresponia a persones de 65 anys o més que vivien soles. El nombre mitjà de persones vivint en cada habitatge era de 2,79 i el nombre mitjà de persones que vivien en cada família era de 3,17.
Per edats la població es repartia de la següent manera: un 29,5% tenia menys de 18 anys, un 7,8% entre 18 i 24, un 33,9% entre 25 i 44, un 19,9% de 45 a 60 i un 8,9% 65 anys o més.
L'edat mediana era de 33 anys. Per cada 100 dones de 18 o més anys hi havia 89,9 homes.
La renda mediana per habitatge era de 47.892 $ i la renda mediana per família de 54.375 $. Els homes tenien una renda mediana de 39.880 $ mentre que les dones 26.172 $. La renda per capita de la població era de 20.648 $. Entorn del 4,6% de les famílies i el 6,6% de la població estaven per davall del llindar de pobresa.

## Poblacions properes
El següent diagrama mostra les poblacions més properes.